# Banco Comercial Português
Banco Comercial Português (BCP), zu Deutsch Portugiesische Handelsbank, oder auch Millennium BCP  seit 2004, ist die größte portugiesische Universalbank. Die 1985 gegründete Bank ist sowohl im Euronext Lissabon als auch im PSI 20 gelistet. Derzeitiger Vorstandsvorsitzender ist Paulo Teixeira Pinto. Die Bank hat ihren Sitz in Porto, der größte Teil des operativen Geschäfts wird jedoch von den Büros in Oeiras, einem Vorort der portugiesischen Hauptstadt Lissabon, aus getätigt. Seit 2004 laufen die Kundengeschäfte der Bank unter dem Namen Millennium BCP.

## Geschichte

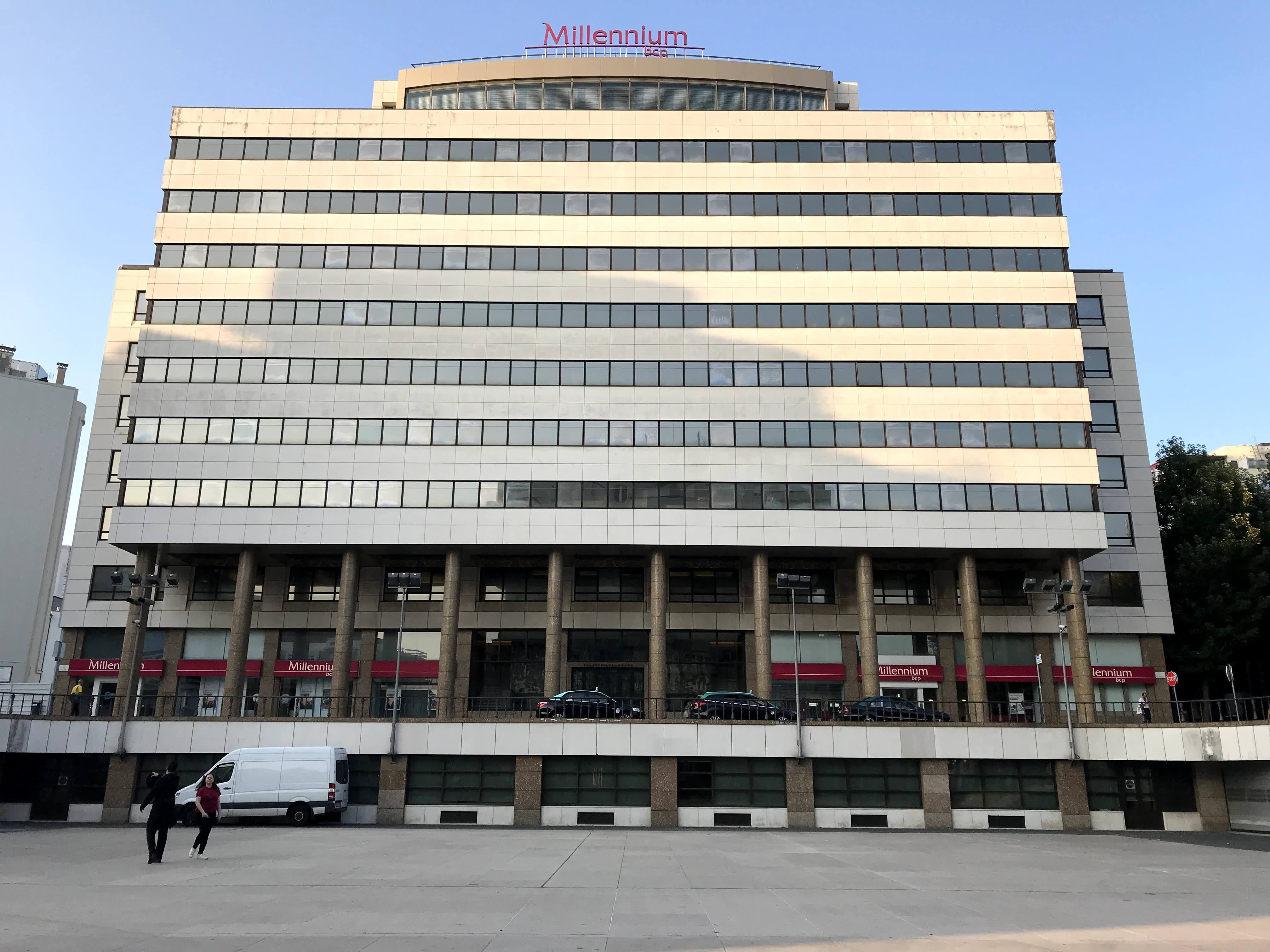
Ein Teil der BCP hat ihren Sitz am Praça Dom João I. in Porto

1985 gründete Jorge Jardim Gonçalves, ein portugiesischer Unternehmer, der sich zuvor aktiv im Kolonialkrieg in Angola einsetzte, gemeinsam mit Américo Amorim, António Gonçalves und Alberto Pinto Basto eine neue, nordportugiesische Bank mit dem Namen Banco Comercial Português. Zu der Zeit hatte die Bank ihren Sitz noch in der größten nordportugiesischen Stadt Porto. Seit der Gründung agiert das Unternehmen im gesamten Gebiet Portugals und folgt einer aggressiven Expansionsstrategie. 1995 übernahm die BCP die Banco Português do Atlântico, 2000 die Banken Banco Mello und Banco Pinto e Sotto Mayor.
2003/2004 laufen alle Kundengeschäfte der BCP unter dem Namen Millennium BCP, um die gesamten Einzelunternehmen, die über das letzte Jahrzehnte hinzugekauft worden sind, zu vereinheitlichen.
2007 scheiterte eine Übernahme durch die portugiesische Banco Português de Investimento (BPI).

## Expansion ins Ausland

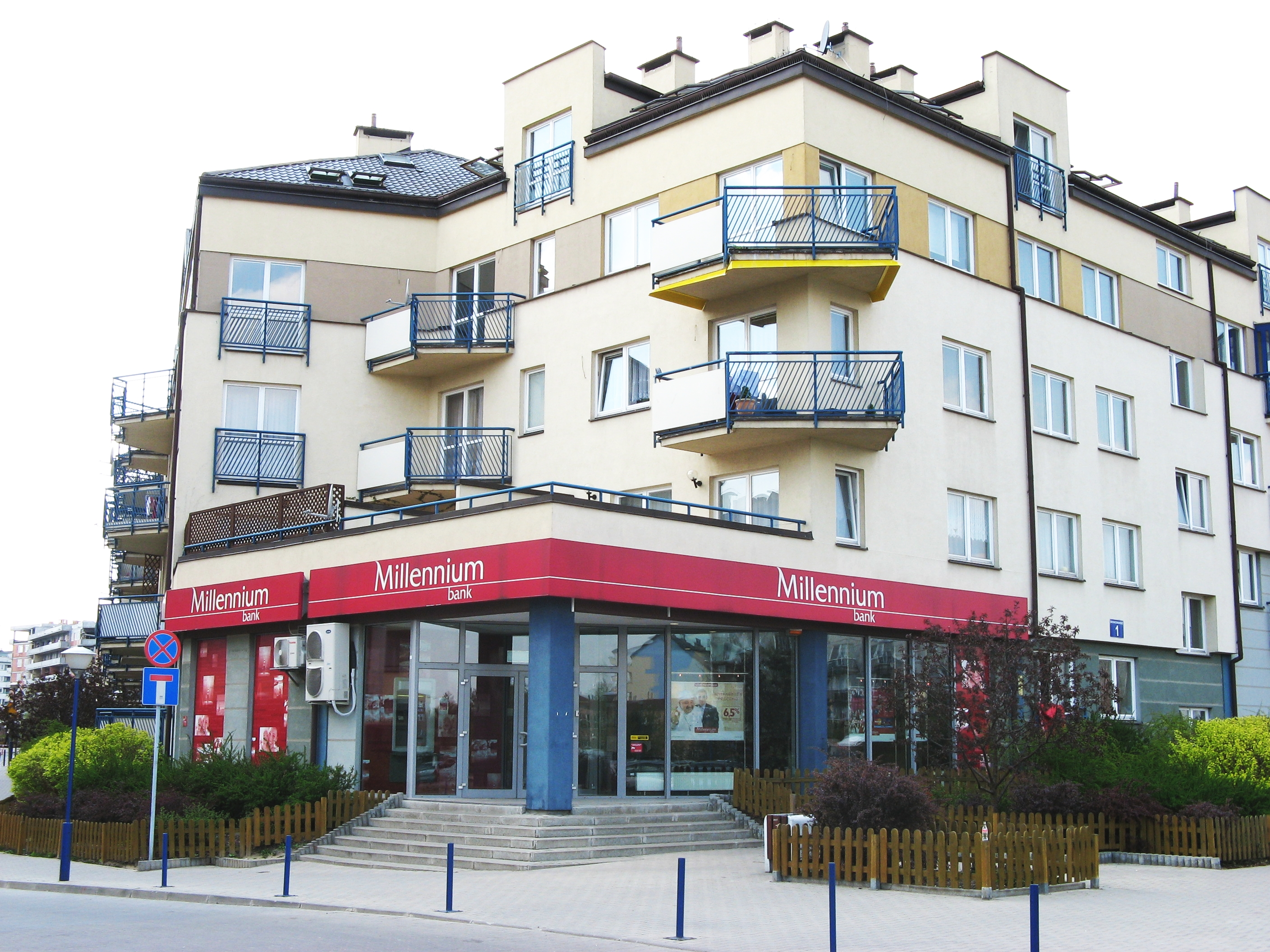
Filiale der Millennium Bank in Warschau, Polen

Nach der Wiedereinführung der Marktwirtschaft in Polen, gründete die Bank 1989 dort ein Tochterunternehmen unter dem Namen Millennium Bank. Die polnische Filiale war unter anderem die erste Bank, die im polnischen Aktienmarkt gehandelt wurde.
Bis 2007 agierte die Bank auch in Kanada unter dem Namen BCP Bank, die Filialen wurde inzwischen jedoch von BMO Bank of Montreal übernommen. Die Filialen in Griechenland wurden 2013 nach der griechischen Neustrukturierung der Banken von der Piraeus Bank übernommen. Des Weiteren besitzt die Bank auch Filialen in Rumänien, in der Türkei sowie in den ehemaligen portugiesischen Kolonien Macao, Mosambik, dort als Mehrheitsgesellschafter von Millennium bim, und Angola.
Zudem hat die Bank drei Vertretungen in der Schweiz.

## Unternehmenszahlen
Im Jahr 2006 betrug die Bilanzsumme der Banco Comercial Português insgesamt 79,259 Millionen Euro, die Nettobetriebserträge insgesamt 2,703 Milliarden Euro.
Im Geschäftsjahr 2006 betrieb BCP 864 Filialen in Gesamtportugal, 614 in anderen Ländern der Welt (Polen, Rumänien, Griechenland etc.). Die BCP hat über vier Millionen Kunden weltweit.

## Eigentümerstrukturen
Die Aktien der BCP Millennium sind im Portuguese Stock Index 20 gelistet.
Struktur der Anteilseigner der BCP Millennium:
| Anteil  | Anteilseigner (Stand Juni 2023) |
| ------- | ------------------------------- |
| 29,49 % | Fosun                           |
| 19,49 % | Sonangol                        |
| 2,68 %  | BlackRock                       |
| 2,06 %  | EDP Group                       |